# Джатаварман Куласекхар II
Джатаварман Куласекхар II (д/н — 1240) — володар держави Пандья у 1238—1240 роках. Відомий також як Садаяварман Куласекарам II.

## Життєпис
Син або небіж правителя Маравармана Сундари Пандьї I. Посів трон 1238 року. Призначив свого брата Маравармана Сундару Пандью II молодшим правителем. Ймовірно зазнав поразки від Віра Сомешвари, правителя держави Хойсалів, якому почав сплачувати данину, про що свідчать записи Пандьї.
Помер або загинув 1240 року. Трон перейшов до Маравармани Сундари Пандьї II.